# Maják Fuglenes
Maják Fuglenes (norsky: Fuglenes fyr) byl maják, který se nacházel v oblasti Hammerfest v kraji Finnmark v Norsku. Maják byl založen v roce 1859. Původní maják byla hranolová věž přisazená k budově strážce majáku. V roce 1911 byl deaktivován, kdy byl nahrazen lucernou na malé plošině. Budovy byly odstraněny pravděpodobně v roce 1916. Maják je činný od 12. srpna do 24. dubna v období Polární noci.

## Popis
Malá čtvercová plošina na skeletové konstrukci, na které ve výšce 5 metrů je galerie a polygonální lucerna. Čtyři podpěry a plošina jsou černé barvy, lucerna je bílá a střecha lucerny je červená.

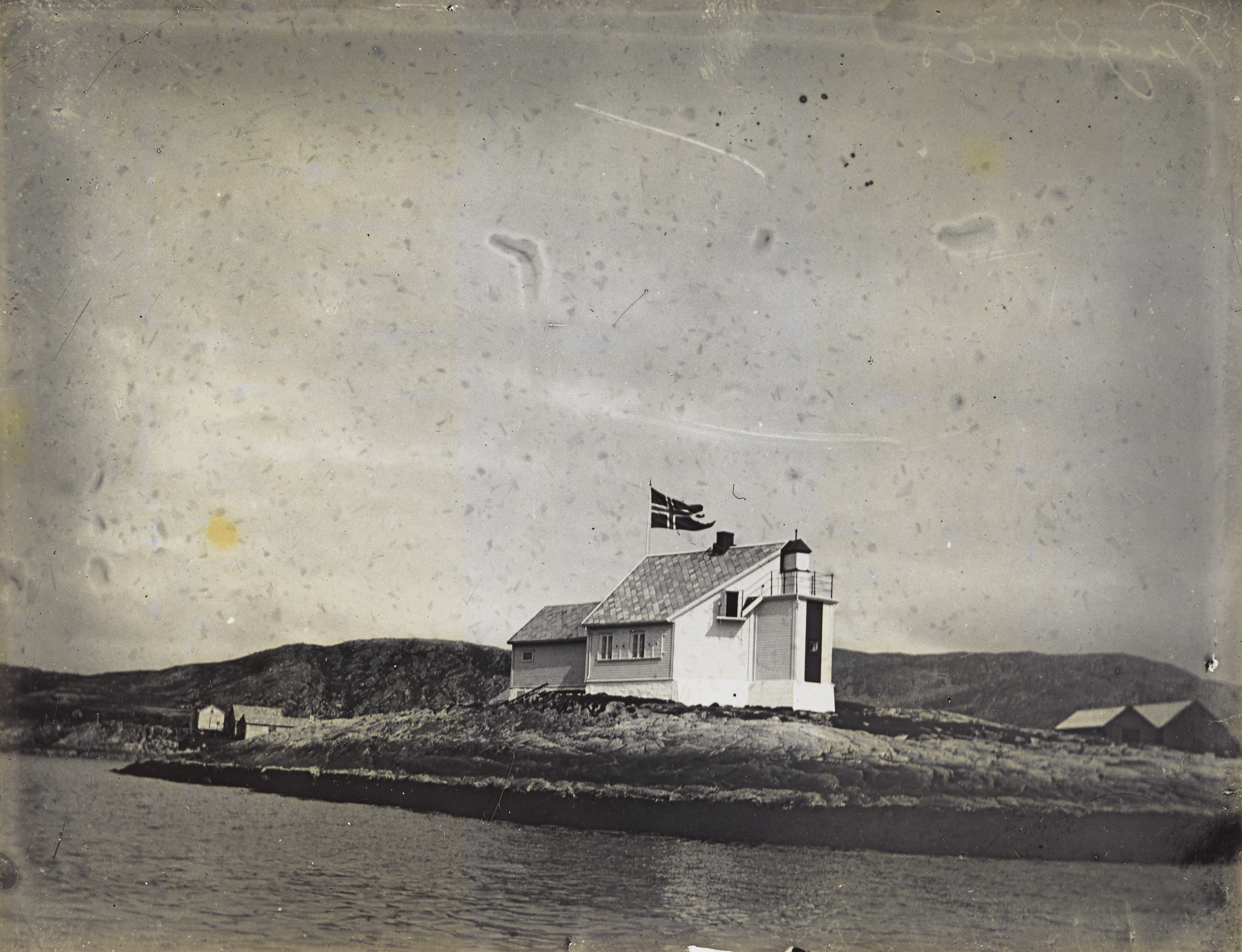
Původní maják Fuglenes na pohlednici

## Data
zdroj
- výška světla 7 m n. m.
- dosvit 3 námořní míle
- světlo vysílá dvě skupiny signálů (bílé, červené a zelené) v daných sektorech každých 8 vteřin
- sektory: zelená 279°-032°, červená 032°- 067°, bílá 067°-077°, zelená 077°-087°, bílá 087°-113°, červená 113°-152°, zelená 152°-159°

označení
- Admiralty: L3884
- ARLHS: NOR-089
- NGA: 13940
- NF-9248